# 羅比 (伊利諾伊州)
羅比（英語：Roby）是位於美國伊利諾伊州克里斯蒂安縣的一個非建制地區。該地的面積和人口皆未知。

## 地理
羅比的座標為39°44′21″N 89°23′57″W / 39.73917°N 89.39917°W，而該地的平均海拔高度為179米（即587英尺）。